# Rhipha mesoleuca
Rhipha mesoleuca är en fjärilsart som beskrevs av Adalbert Seitz 1921. Rhipha mesoleuca ingår i släktet Rhipha och familjen björnspinnare. Inga underarter finns listade.